# 吉莉安·吉爾克斯
吉莉安·吉爾克斯（Gillian Gilks，1950年6月20日—），原名吉莉安·佩林（Gillian Perrin），後改名為吉莉安·古德溫（Gillian Goodwin），已退休英格蘭女子羽毛球運動員，單、雙打皆擅長，曾於1960年代末期至1980年代中期贏得許多獎牌。
吉莉安·吉爾克斯身材高而修長，以優雅而精確的揮拍而聞名。她是歐洲羽毛球錦標賽有史以來最成功的選手，共贏得12次冠軍，包括2次女子單打、4次女子雙打及6次混合雙打。她也是全英羽毛球公開賽漫長歷史上最成功的選手之一，共獲得11次冠軍，包括2次女子單打、3次女子雙打及6次混合雙打。1976年，她贏得全英公開賽女子選手的3項桂冠，使她成為最後一位在同一年度「清檯」的選手。
1999年，入選世界羽毛球名人堂。